# Wassyl Bubka
Wassyl Bubka (ukrainisch Василь Бубка, engl. Transkription Vasyl Bubka; * 26. November 1960 in Luhansk) ist ein ehemaliger ukrainischer Stabhochspringer.
Für die Sowjetunion startend gewann er 1985 bei den Leichtathletik-Hallenweltspielen in Paris Bronze und wurde Vierter bei den Halleneuropameisterschaften in Piräus. Im Jahr darauf gewann er bei den Leichtathletik-Europameisterschaften 1986 in Stuttgart Silber. Bei diesen drei Wettkämpfen siegte sein jüngerer Bruder Serhij Bubka.
1993 wurde er, nun die Ukraine repräsentierend, bei den Leichtathletik-Weltmeisterschaften in Stuttgart Neunter. Bei den Olympischen Spielen 1996 in Atlanta schied er in der Qualifikation ohne gültigen Versuch aus.
1985 wurde er sowjetischer Meister, 1994 und 1996 ukrainischer Meister.

## Persönliche Bestleistungen
- Stabhochsprung: 5,86 m, 16. Juli 1988, Tscheljabinsk
  - Halle: 5,80 m, 25. Januar 1992, Liévin